# راويك ديفيز
راويك ديفيز (بالإنجليزية: Warwick Davis) (و. 1970  م) هو ممثل، وممثل أفلام، وممثل مسرحي، من المملكة المتحدة.

## التعليم
تعلم في City of London Freemen's School ‏.

## وصلات خارجية
- راويك ديفيز على موقع IMDb (الإنجليزية)
- راويك ديفيز على موقع روتن توميتوز (الإنجليزية)
- راويك ديفيز على موقع ألو سيني (الفرنسية)
- راويك ديفيز على موقع ميوزك برينز (الإنجليزية)
- راويك ديفيز على موقع تيرنر كلاسيك موفيز (الإنجليزية)
- راويك ديفيز على موقع أول موفي (الإنجليزية)
- راويك ديفيز على موقع قاعدة بيانات الأفلام السويدية (السويدية)
- راويك ديفيز على موقع إن إن دي بي (الإنجليزية)
- راويك ديفيز على موقع قاعدة بيانات الفيلم (الإنجليزية)
- راويك ديفيز على موقع كينوبويسك (الروسية)